# Detective Comics
Detective Comics, és el títol d'un comic book publicat per l'editorial DC Comics des del 1937 fins al 2011 i d'un segon, aparegut el 2011. És, juntament amb Action Comics (on va aparèixer per primera vegada Superman), un dels títols més coneguts de l'empresa; de fet, DC (que és el nom de l'empresa) prové de Detective Comics. Amb 881 edicions, fou el comic book amb una continuïtat més llarga en la seva numeració i publicació als Estats Units.
Originalment es dedicava a històries de detectius, però ja en el seu número 27 va fer la seva primera aparició Batman, i es va centrar en històries de superherois. El número 27 es manté com un dels exemplars més valuosos de la història del còmic amb més d'un milió de dòlars en una subhasta en 2010.
DC Comics va rellançar Detective Comics amb el número 1 el setembre de 2011, com a part de The New 52 mantenint com en els seus orígens, d'aparició mensual. El febrer de 2016 es va anunciar que com a part de l'event Rebirth, Detective Comics reprenia la numeració original, sent el número de maig el 934.